# Gauromyrmex
Gauromyrmex es un género de hormigas perteneciente a la familia Formicidae, categorizado en la tribu Crematogastrini. Fue descrito por Menozzi en 1933.

## Especies
- Gauromyrmex acanthinus (Karavaiev, 1935)
- Gauromyrmex bengakalisi Menozzi, 1933
- Gauromyrmex orbihumerus Chen & Chen, 2022